# Szafa (kwartalnik)
sZAFa – kwartalnik literacko-artystyczny ukazujący się od 1997 (ISSN 1429-6589).
W latach 1997–2000 ukazały się cztery wydania w wersji drukowanej a pierwszy numer w wersji elektronicznej pojawił się w lipcu 1998. Do czerwca 2017 ukazały się łącznie 62 numery czasopisma. Zamieszczało ono współczesna poezję, prozę, a także zajmowało się wydarzeniami w dziedzinie fotografii, grafiki, malarstwa, filmu i teatru. W kwartalniku ukazywały się regularnie recenzje i omówienia krytyczne współczesnej literatury, a także wywiady i rozmowy z muzykami, pisarzami i malarzami. W dziale „Czytania” były przedstawiane i omawiane najbardziej interesujące wiersze poszczególnych poetów.
W skład redakcji wchodzili Damian Cielepa (redaktor naczelny) oraz Mirek Antoniewicz (fotografia-grafika-malarstwo), Paweł Dąbrowski (eseje-felietony-relacje), Magdalena Gałkowska (krytyka literacka-recenzje), Sławomir Hornik (Czytania), Wioletta Leśków-Cyrulik (eseje-felietony-relacje), Tomasz Pietrzak (poezja), Małgorzata Południak (kierownik redakcji, poezja, fotografia-grafika-malarstwo), Klaudia Raczek (poezja, proza), Teresa Radziewicz (krytyka literacka-recenzje), Jakub Sajkowski (krytyka literacka-recenzje), Dorota Surdyk (poezja), Mariola Sznapka (eseje-felietony-relacje), Katarzyna Tchórz (fotografia-grafika-malarstwo), Beata Wincza (proza), Marcin Włodarski (krytyka literacka-recenzje). Współpracownikami byli: Rafał Derda, Jacek Durski, Ewa Frączek, Marta Kołodziejska, Natalia Kołaczek, Paulina Mikołajczyk. Anna Możdżeń, Maja Staśko, Aleksandra Urbańczyk.
W czasopiśmie swoje teksty publikowali m.in.: Andrzej Ballo, Tadeusz Baranowski, Tomasz Bąk, Wojciech Boros, Aldona Borowicz, Martyna Buliżańska, Marek Czuku, Tomasz Dalasiński, Olgerd Dziechciarz, Piotr Gajda, Magdalena Gałkowska, Wioletta Grzegorzewska, Izabela Kawczyńska, Beata Patrycja Klary, Radosław Kobierski, Paulina Korzeniewska, Grzegorz Kwiatkowski, Hugon Lasecki, Małgorzata Lebda, Karol Maliszewski, Maria Mamczur, Robert Miniak, Krzysztof Niewrzęda, Marcin Orliński, Tomasz Ososiński, Przemysław Owczarek, Tomasz Pietrzak, Janusz Radwański, Jerzy Reuter (zastępca redaktora naczelnego sZAFy od nr 26 do nr 40), Rafał Różewicz, Karol Samsel, Aleksandra Słowik, Jacek Skowroński, Ewa Sonnenberg, Mirka Szychowiak, Bohdan Wrocławski, Jakub Wawrzyńczak. Wywiadów dla sZAFy udzielali tacy autorzy jak np.: Adam Pluszka, Łukasz Orbitowski, Eustachy Rylski.